# سرجیو فوبینی
 سرجیو فوبینی (انگلیسی: Sergio Fubini؛ زاده ۳۱ دسامبر ۱۹۲۸ درگذشته ۶ ژانویهٔ ۲۰۰۵) یک فیزیک‌دان اهل ایتالیا بود.